# Midtown Plaza
Midtown Plaza var en shoppinggalleria i centrala Rochester i delstaten New York i USA. Det var den första inomhusgallerian i USA som låg i en stadskärna.  Köpcentret stängdes 2008 och platsen är för närvarande (2016) del av ett område under förnyelse.
Midtown Plaza öppnade 10 april 1962 och ritades av arkitekten Victor Gruen, som också ritat det allra första inbyggda köpcentret i USA, Southdale Center, i en förort till Minneapolis (1956). 